# Udon Ratthaya Expressway
Der Udon Ratthaya Expressway ist eine mautpflichtige Stadtautobahn in Bangkok, die teilweise als Hochstraße und durchgehend vierspurig (zwei je Richtung) ausgeführt ist.
Der Udon Ratthaya Expressway beginnt im Süden als Verlängerung der Sektion C des Si Rat Expressway und führt in nördlicher Richtung bis zur Outer Bangkok Ring Road. Die Gesamtlänge beträgt 32 km. Eröffnet wurde diese Stadtautobahn in zwei Abschnitten am 2. Dezember 1998 und am 1. November 1999.